# Матвєєв Андрій Матвійович
Матвєєв Андрій Матвійович (1701—1739) російський художник, один із засовників портретногу жанру в російському живописі. 

Один з основоположників російського світського живопису, майстер монументально-декоративного мистецтва, перший російський закордонний пенсіонер, який отримав повну академічне освіту, перший керівник Живописної команди в Петербурзькій Канцелярії від будівель (1731—1739).
Матвєєв був відправлений Петром I до Голландії, в амстердамську майстерню відомого портретиста Арнольда Схалкена. Наглядач за пенсіонерами агент Фанденбург повідомив, що тільки один учень не доставляє йому ніяких турбот. Андрій не пив, не бешкетував, а наполегливо працював і виявляв неабиякі здібності і старанність.

6 грудня 1723 року Андрій був зарахований в Антверпенську академію мистецтв (Бельгія), де його педагогом став художник Спервер. Вчителі прославленої академії, зігрітої променями івської слави, дали Матвєєву хорошу професійну підготовку.
До Росії Матвєєв повернувся в 1727 році досвідченим майстром європейського рівня, впевненим у своїх силах, і відразу зумів зайняти становище, рівне «першому придворному малярові» Л. Караваку. 

Поряд з масштабними роботами, що проводилися в «Новому літньому будинку», Царському Селі, в Новому Зимовому палаці і Петергофі, живописцю веліли розписувати екіпажі царської стайні, прикрашати імператорські галереї або, того краще, оновлювати розписи в царському голубнику.
Величезні творчі та фізичні навантаження підточили і без того слабке здоров'я Матвєєва.